# Estação Chapultepec
A Estação Chapultepec é uma das estações do Metrô da Cidade do México, situada na Cidade do México, entre a Estação Sevilla e a Estação Juanacatlán. Administrada pelo Sistema de Transporte Colectivo, faz parte da Linha 1.
Foi inaugurada em 4 de setembro de 1969. Localiza-se no cruzamento da Avenida Chapultepec com o Circuito Interior Bicentenario. Atende os bairros Juárez, Roma Norte e Condesa, situados na demarcação territorial de Cuauhtémoc. A estação registrou um movimento de 20.586.480 passageiros em 2016.